# Johann Anton André

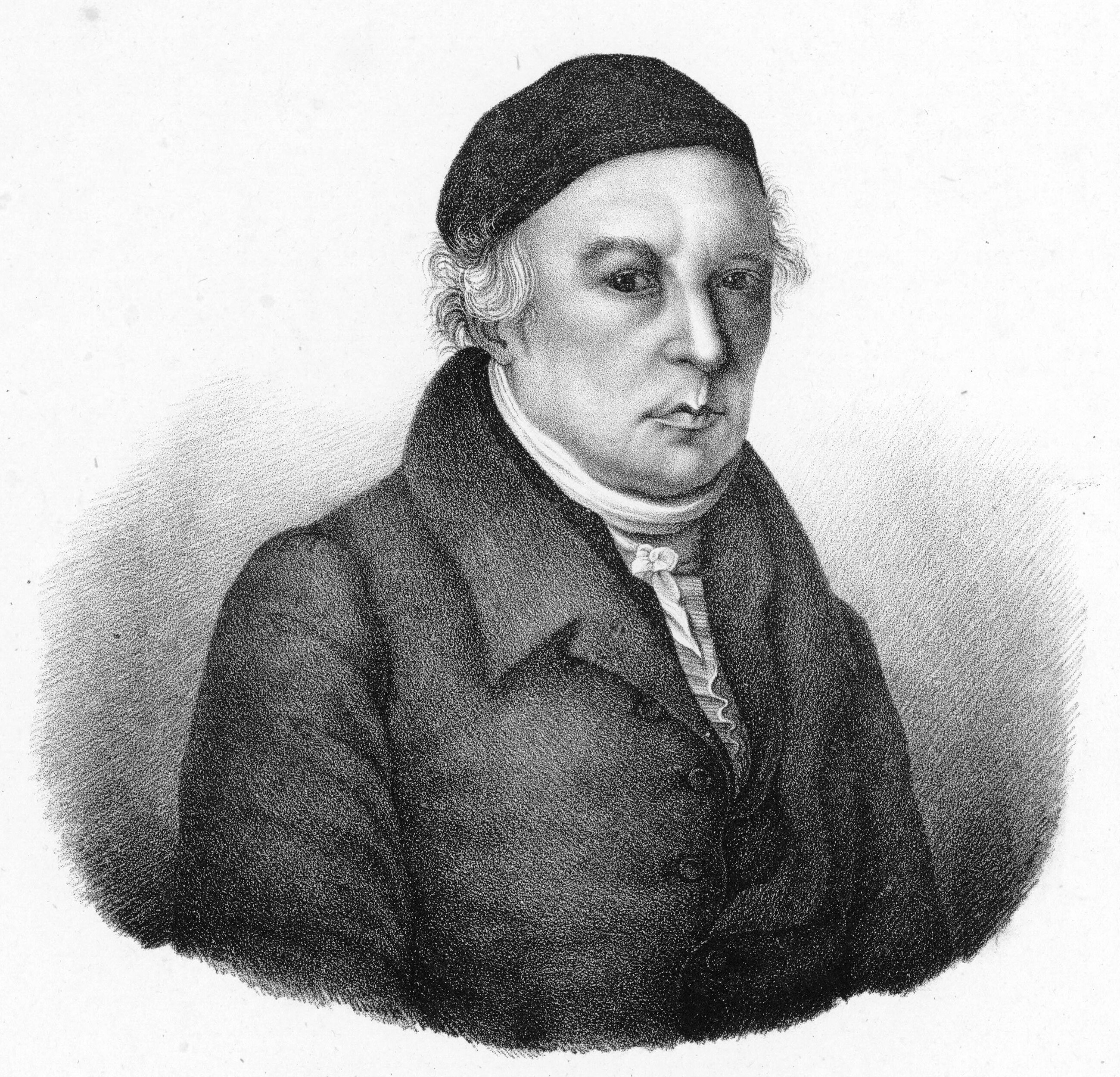
Johann Anton André, vor 1841

Johann Anton André (* 6. Oktober 1775 in Offenbach am Main; † 6. April 1842 ebenda) war ein deutscher Komponist und Musikverleger.

## Leben
Johann Anton André entstammte einer 1699 von Saint-Gilles bei Nîmes über Frankfurt am Main nach Offenbach, damals Hauptstadt des souveränen Fürstentums Isenburg-Birstein eingewanderten, evangelisch-reformierten Hugenottenfamilie. Der damalige Regent, Graf Johann Philipp von Isenburg-Birstein förderte die Immigration französischer Hugenotten in seinen Herrschaftsbereich; unter seiner Protektion wurden 1699 eine französisch-reformierte Gemeinde und die Hugenottenstadt Neu-Isenburg gegründet.

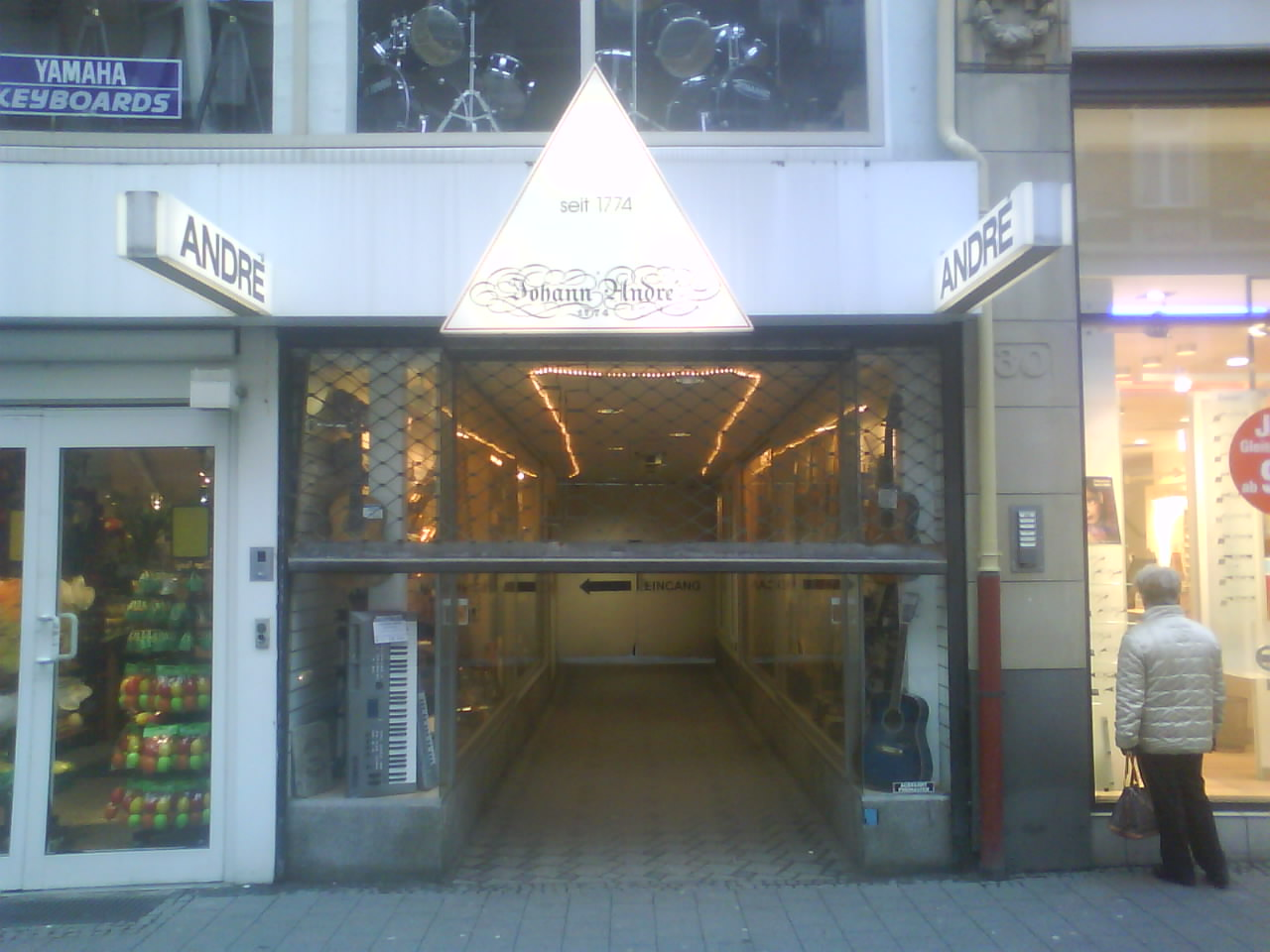
Musikhaus André in Offenbach

Der Großvater, Marc André (1705–1751), heiratete 1737 in Offenbach Marie Juliane Pfaltz, Tochter eines Tuchfabrikanten aus Mannheim, und wurde als Seidenfabrikant wohlhabend. 1774 begründete der Sohn Johann André (1741–1799) – Johann Antons Vater – den nach wie vor in Familienbesitz befindlichen Verlag Johann André als Teil des heutigen Musikhauses André in Offenbach. Er heiratete Catharina Elisabeth Schmaltz (1739–1816), Tochter des Bankiers Philipp Lorenz Schmaltz (1694–1770) in Mannheim.
Johann Anton André wurde als fünftes Kind und dritter Sohn der Eheleute geboren. Er verbrachte seine Jugend weitgehend in Offenbach, besuchte hier die Lateinschule und erhielt Unterricht im Singen sowie im Klavier- und Violinspiel von seinem Vater. Von 1787 bis 1789 war er Schüler von Ferdinand Fränzl (1767–1833) und während weiterer zwei Jahre Erster Violinist im Theaterorchester unter dessen Vater Ignaz Fränzl, dem Geiger und Mannheimer Hofkapellmeister. Nachdem er im Herbst 1789 nach Mannheim gegangen war, kehrte er 1790 zurück nach Offenbach und nahm 1790/91 Kompositionsunterricht bei Georg Jacob Vollweiler, Musiklehrer und Komponist aus Frankfurt am Main, der vorübergehend im Hause der Verlegerfamilie André in Offenbach wohnte. Ebenfalls 1790 übernahm er als Violinist „Anordnung und Direktion einer Schauspielergesellschaft bis zu deren Schließung“. 1796 immatrikulierte er sich für kurze Zeit an der Universität Jena, hörte Vorlesungen u. a. zur Theorie der Poesie bei Karl David Ilgen und besuchte Konzerte, die in Jena unter der Leitung von Carl Stamitz stattfanden. Wegen Erkrankung und Tod des Vaters kehrte er zurück nach Offenbach und übernahm ab 1798 zunehmend und 1799 ganz die Verantwortung im väterlichen Musikverlag.
Anlässlich einer Kunst- und Geschäftsreise nach Wien erwarb er 1799 den musikalischen Nachlass von Mozart von dessen Witwe Constanze für 3.150 Gulden und brachte ihn aus Wien nach Offenbach. Die Sammlung von über 270 Autographen enthielt unter anderem die Opern Figaro und Zauberflöte, eine Reihe von Streichquartetten und -quintetten, einige Klavierkonzerte und die Serenade „Eine kleine Nachtmusik“. Diese Sammlung war in den folgenden Jahrzehnten die Grundlage für die Mozart-Editionen des Verlages Johann André, die sich, sofern keine Arrangements vorliegen, durch äußerste Genauigkeit gegenüber der von André erworbenen originalen Notenhandschrift Mozarts auszeichnen. Diese Genauigkeit bei mittlerweile vielfach verschollenen handschriftlichen Vorlagen, besitzt für die musikwissenschaftliche Forschung hohe Bedeutung. Insgesamt wurden durch den Verlag Johann André – vor und nach Johann Anton Andrés Tod – 79 Erstausgaben Mozartscher Kompositionen veröffentlicht. Erst 1841 erschien im Musikalienverlag André das „Thematische Verzeichnis derjenigen Originalhandschriften von W. A. Mozart, welche Hofrath André in Offenbach a. M. besitzt“, eine Art Vorläufer des Köchelverzeichnisses. Am 10. bzw. 16. August 1854 wurden die Mozart-Autographen dann auf die sieben Erben, den Wiener Klavierbauer Johann Baptist Streicher, Witwer von Auguste André, Gustav André, Julius André, August André, Carl August André, Anton André und Jean Baptiste André verteilt.
1803 wurde André namens des Landgrafen Ludwig X. von Hessen-Darmstadt das Diplom eines Kapellmeisters verliehen; 1813 folgte die Ernennung zum „Fürstlich Isenburgischen Wirklichen Hofrath“ durch den souveränen Fürsten Carl Ludwig Moritz von Isenburg-Birstein. 1808 wurde André durch die Frankfurter Freimaurerloge „Sokrates zur Standhaftigkeit“ in den Freimaurerbund aufgenommen. Nach Gründung der Offenbacher Loge „Carl und Charlotte zur Treue“ im Jahre 1812 schloss er sich dieser kurze Zeit später an.
1811 besuchte Johann Anton André in München Alois Senefelder und erfuhr von dessen Arbeit an einem umfassenden Werk über die von ihm entwickelte Lithografie. Die geplante Herausgabe des Buches in Andrés Verlag scheiterte jedoch an zu hohen Kosten. Das „Vollständige Lehrbuch der Steindruckerey“ erschien daher erst 1818 in München und Wien. 1813, nach der Besetzung Offenbachs durch die Preußen, wurde er Oberbevollmächtigter des Ausschusses, der den Landsturm organisierte; 1826 bis 1829 stand er als Ältester der französisch-reformierten Gemeinde vor. 1826 zum Abgeordneten der 2. Kammer der Stände des Großherzogtums Hessen gewählt, nahm Johann Anton André 1828, 1829 und 1830 an deren Beratungen teil. 1827 verlieh ihm die Stadt Bern das Ehenbürgerdiplom, nachdem er das „Freimaurer-Vaterunser“ von Klopstock, eine eigene Komposition, dirigiert hatte.
1799 hatte Johann Anton André in München den Hofmusiker Franz Gleißner, der den Mozart-Nachlass ordnete, und Alois Senefelder, den Erfinder der Lithographie getroffen. André erwarb per Vertrag die Rechte an dem neuen Druckverfahren. Die neue Produktionsmethode wurde erstmals in Offenbach – durch Senefelder und Mitarbeiter – zur Notenherstellung kommerziell eingesetzt und die Mozarts Klavierkonzerte waren ab 1800 die ersten lithographischen Notendrucke.

## Familie
Am 10. September 1801 heiratete Johann André in Darmstadt Marie Juliane (Julienne), die Tochter des Darmstädter Generallottodirektors Ernst Friedrich Hegar und dessen Frau Anna Elisabeth, geborene Kleinschmidt. Von den 15 Kindern dieser Ehe überlebten den Vater acht. Genannt werden: Karl August André (1806–1887), er übernahm 1835 die vom Vater 1828 gegründete Filiale des Musikaliengeschäftes in Frankfurt am Main und leitete die Klavierfabrik, Julius André (1808–1880), Organist, Pianist und Orgelkomponist, Johann August André (1817–1887, Vater von Karl André (1853–1914) und Adolf André (1855–1910), den Erben des wiedervereinigten Verlagsunternehmens), Musikverleger, Jean Baptiste André (1803–1882), Komponist (v. a. Lieder) und herzoglicher Hofkapellmeister in Ballenstedt, Gustav André (Lebensdaten unbekannt), Musikverleger, Anton André (Lebensdaten unbekannt) sowie die Tochter Auguste († 1847), die als dessen erste Ehefrau mit dem Klavierfabrikanten Johann Baptist Streicher in Wien verheiratet war.

## Nachwirken
Aufgrund der Verdienste Johann Anton Andrés um Mozarts Werkrezeption, beispielsweise die von Andrés Mitarbeiter Heinrich Henkel vorgenommenen ersten Katalogisierungen des Nachlasses (als Grundlagen des späteren Köchelverzeichnisses), wurde die Stadt Offenbach am Main im Vorfeld des Mozart-Jahres 2006 in den paneuropäischen Verein Europäische Mozartwege aufgenommen, womit in Offenbach am Main eine Reihe von Forschungen angestoßen wurden, um die historische musikwissenschaftliche Bedeutung der Stadt auf europäischer Ebene zu dokumentieren. Eine wichtige Grundlage dieser Forschungen ist das historische Archiv des Verlages Johann André, in dem zwar nicht mehr die originalen Handschriften, dafür beispielsweise früheste Druckausgaben nach diesen Handschriften vorhanden sind. Auch im Haus der Stadtgeschichte in Offenbach am Main sind Exponate zu Johann Anton Andrés Leben und Wirken vorhanden.

## Bildnis
- (1) Bildnis in jüngeren Jahren; Brustbild nach halblinks, Kupferstich von Johann Heinrich Lips nach Georg Oswald May; Inv.nr. A361
- (2) Bildnis in höherem Alter, mit Käppchen, Lithographie, gedruckt bei Joh. André; Inv.nr. 362;
- (3) Bildnis mit Käppchen und verschränkten Armen, Kupferstich, gedruckt bei André, Offenbach a. M.; Inv.nr. A 363;

in: Peter Motzfeld (Bearb.): Die Porträtsammlung der Herzog August Bibliothek Wolfenbüttel. Biographische und bibliographische Beschreibungen mit Künstlerregister I A–Bra. K. G. Saur, München 1996, S. 46/47.

## Werke
- A. André‘s, Großherzoglich Hessischen Capellmeisters und Fürstlich Isenburgischen Wirklichen Hofraths, Lehrbuch der Tonsetzkunst. Erster Band, enthaltend die Lehre über die Bildung der Accorde, und deren 2., 3., 4. und mehrstimmigen Behandlung der Modulation und Ausweichung nach allen Dur- und Molltonarten und des Chorals (…). Verlag der Musikalienhandlung von Johann André, Offenbach a. M. 1832. [Druck] Frankfurt a. M., André'sche Druckerey. - 2. Band, 1. Teilband: Die Lehre des einfachen und doppelten Contrapunktes und dessen Anwendung bei'm 2-, 3-, 4- und mehrst. Satze, Offenbach a. M. 1835[9]; 2. Teilband:  Lehre der Nachahmung und d. 2-, 3-, 4- und mehrst. Canons nebst einem hierzu gehörigen Anh., Offenbach a. M. 1838.

Bereits vor 1892 – also noch vor der Erlernung der „Tonsetzkunst“ – aber auch noch danach komponierte Andrée zahlreiche Sonaten und Sonatinen, Sinfonien, Oratorien sowie Lieder und Cantaten, die zum Teil erst nach seinem Tod, einige wieder in neuerer Zeit, verlegt wurden, darunter auch Stücke für das „Offenbacher Liebhaberconzert“, zwei Opern: „Die Weiber von Weinsberg“ und „Rinaldo und Alcina“, „Sprichwörter für 4 Singstimmen“, Oboenkonzert op. 8, Flötenkonzert op. 10, „Der Friede Tuiscons“ (Cantate), Doppelkonzert für Violine und Violoncello, Violinquartette, Orgelfantasie, vierhändige Fuge, vierhändige Sonate op. 12, Doppelkonzert für 2 Hörner (mit Dornäus), Sinfonien zur Friedensfeier 4, 5 und 6, „Te deum laudamus, Deutschlands siegreichem Heere gewidmet“, op. 18, 1814, Sinfonie op. 25, 1810, Messen, weitere Instrumentalkonzerte sowie Kammer- und Klaviermusiken. Auch Werke anderer Komponisten, wie die von dem bereits genannten W. A. Mozart, gab er – nun auch in der von Senefelder übernommenen Steindruck-Technik – heraus, so:
- Recueil de Cantiques pour le culte public & particulier. de l‘inprimerie lithographique de J. André à Offenbach s/m 1817 (Psalmen und Kantaten für den Gebrauch in der reformierten französischen Gemeinde zu Frankfurt a. M., erschienen bei Charles Louis Brede, Offenbach a. M. 1787).[12]
- Georg Joseph Vogler: Der 132te Psalm (..) für 4 Männerstimmen, mit (…) Begleitung des Piano-Forte in Musik gesetzt von Abt Vogler. Partitur. André, Offenbach a. M. 1817.